# Шайковка (аэродром)
Шайко́вка — военный аэродром 1 класса на западе Калужской области, вблизи Смоленской области.

## История
Точная дата постройки аэродрома Шайковка неизвестна. При испытаниях самолёта ДБ-3 упоминается посадка в августе 1938 года на аэродроме Шайковка одного ДБ-3 при перелёте по маршруту Монино — Севастополь — Краснодар — Монино группы из 10 машин.
Накануне войны, весной 1941 года на аэродром Шайковка передислоцирован 1-й тяжёлый бомбардировочный полк 42-й дальнебомбардировочной дивизии. На вооружении полка были самолёты ТБ-3.
С началом войны полк перелетел на оперативные аэродромы, но уже 23 июня две эскадрильи вернулись на базовый аэродром. Также в Шайковку перелетели самолёты 3-го тяжёлого бомбардировочного полка.
Аэродром удерживался немцами с октября 1941 по август 1943 года. Являясь важным стратегическим объектом, он несколько раз подвергался бомбовым ударам советской дальней авиацией. Рядом с аэродромом находился лагерь советских военнопленных.
К 1959 году аэродром был реконструирован и на него перелетел 52-й гвардейский тяжёлый бомбардировочный авиационный полк. На вооружении полка поступили новые самолёты Ту-16 в варианте бомбардировщиков.

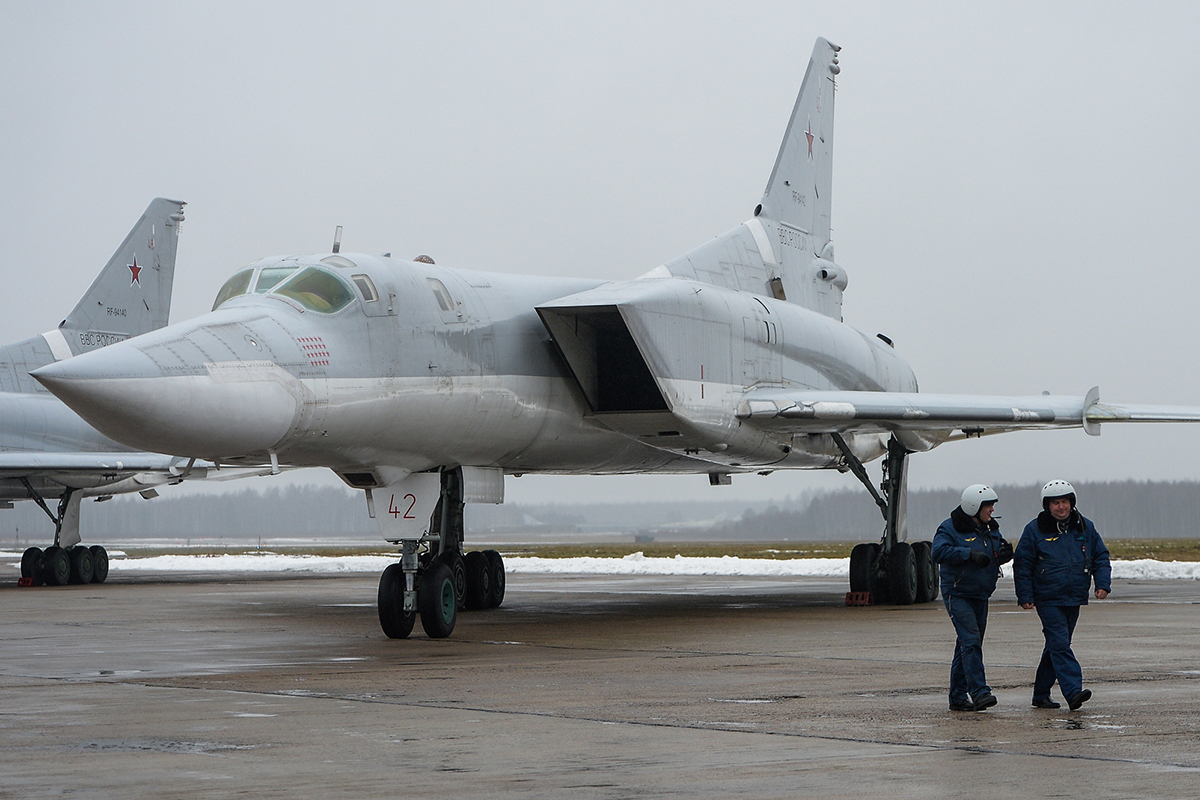
Аэродром Шайковка

По состоянию на 1961 год, в гарнизоне Шайковка базировался 52-й гв. ТБАП, 1-я АЭ от 43-го ЦПБ И ПЛС и отдельная АЭ войск ПВО, все на Ту-16.
В 1967 году 52-й ТБАП начал переучивание на Ту-16 в варианте ракетоносцев, в 1969 выполнен первый практический пуск ракеты КСР-2.
С апреля по октябрь 1971 года на аэродроме Шайковка (в связи с ремонтом ВПП аэродрома Кубинка) в полном составе базировался 234-й гвардейский Проскуровский истребительный авиационный полк (234 гиап).
30 мая 1966 года Шайковку, в ходе предвыборного турне, посетил первый космонавт Ю. А. Гагарин.
В 1966 году в Шайковку, для прохождения дальнейшей службы, прибыл выпускник ТВВАУЛ Джохар Дудаев. Службу проходил в должности помощника командира корабля. Здесь же он познакомился со своей будущей женой Алевтиной Куликовой.
В 1982 году 52-й полк перевооружили на Ту-22М2.
В 1991 году в Шайковку передислоцирован 73-й гвардейский Сталинградско-Венский Краснознамённый ордена Богдана Хмельницкого 2-й степени истребительный авиационный полк. Полк перелетел из Германии (аэр. Кётен), на вооружении полка были МиГ-29.
В 1992 году на вооружении 52-го полка поступили Ту-22М3.
С 1988 по 1994 год на базе 52-ТБАП в Шайковке проходили обучение слушатели 43-го ЦПБ и ПЛС.
В 1998 году 73-й ИАП, базирующийся в Шайковке, был расформирован. Исправные самолёты полка переданы в 14-й гвардейский Ленинградский Краснознамённый ордена Суворова III степени истребительный авиационный полк.
По состоянию на 2004 год, В Шайковке дислоцировались:
- 52-й гвардейский тяжёлый бомбардировочный авиационный полк в/ч 13785
- 3630-я авиационно-техническая база в/ч 40444
- 949-й отдельный батальон связи и радиотехнического обеспечения в/ч 93486

В 2009 году полк и части обеспечения были переформированы в 6951-ю Гв. АвБ (1 разряда) в/ч 40444, на вооружении 48 Ту-22МЗ, из них 24 на хранении. В состав авиабазы включили авиационную комендатуру на аэродроме Сольцы в/ч 40444-А.
С 1 декабря 2010 года 6951-я гвардейская авиационная база (1 разряда) переформирована в авиагруппу (3 эскадрильи) 6950-й АвБ, управление АвБ на аэродроме Энгельс-1.
1 августа 2015 года авиагруппа переформирована в 52-й гвардейский тяжёлый бомбардировочный авиационный полк (второго формирования).

## Аэродром
- Наименование — Шайковка [eng] Shaykovka
- КТА 54.22655° с. ш. 034.36902° в. д.
- Индекс аэродрома ЬУБЙ / XUBJ
- Позывной — «Речной»
- Нкр. = (500) м
- ВПП 16/34 3000×75 м
- Превышение 214 м (25 гПа)

## Аварии и катастрофы
- 8 августа 1961 года разбился самолёт Ту-16 (экипаж старшего лейтенанта Казанцева, 52-й ТБАП). Экипаж погиб при выполнении служебного задания в мирное время.
- 15 августа 1962 года произошло столкновение в воздухе двух Ту-16 из Шайковки, экипажи командира отряда гвардии майора В. Т. Максимова и гвардии капитана М. Г. Каримова. Пара ушла на полигон для проведения воздушных стрельб. При возвращении домой ведомый «наехал» на ведущего, оба экипажа (12 человек) погибли.
- 24 апреля 1970 года. При перегонке Ту-16 по маршруту Шайковка—Кневичи с промежуточной посадкой на аэродроме Белая самолёт пропал с экипажем из 6-ти человек (предположительно, на границе Красноярского края и Иркутской области). Упорные поиски результатов не дали. Перед исчезновением экипаж доложил на землю о наблюдаемых НЛО.[5][6][7]
- 12 апреля 1983 года произошла авария самолёта Ту-22М2, КК — заместитель командира полка, подполковник А. П. Пономарёв. При посадке в сложных метеоусловиях (дождь со снегом, облачность 10 баллов, нижняя кромка 500 метров) на пробеге самолёт за 150 метров до торца ВПП выкатился на грунт, его развернуло на 90° градусов, стойки шасси подломились, и он лёг на грунт. Экипаж жив, новый самолёт из-за повреждений списали (на момент аварии налёт составлял 90 часов).
- 16 мая 1986 года у самолёта Ту-22М2 (КК Мурсанков С. Г.) на 29 секунде полёта возник интенсивный пожар в отсеке правого двигателя. Самолёт взорвался над г. Киров Калужской  области на высоте 60-80 метров, экипаж катапультировался, командир покинул за 2-3 секунды до взрыва. Обломки самолёта и горящее топливо накрыло автобусную остановку возле проходной завода. На земле погибло сразу 10 человек, четверо позже скончались в больнице, ожоги различной степени тяжести получили 37 человек[8].
- 14 февраля 1989 года разбился самолёт Ту-22М2 (экипаж гвардии капитана Г. В. Карпенко). Полёт проходил в составе группы из шести самолётов на полигон. На обратном пути, в 20 ч. 50 мин., находившийся на борту лётчик-инструктор полковник В. И. Логунов доложил об отказе бортового электропитания и запросил посадку на ближайшем аэродроме. В 20 ч. 55 мин. самолёт, по данным РЛС ПВО, перешёл в резкое снижение по крутой траектории, а в 20 ч. 57 мин. Ту-22М2 пропал с экранов радаров. Самолёт упал в 36 км от г. Мариуполя.
- 10 августа 2008 год самолёт Ту-22М3 сбит ракетой «земля-воздух» при выполнении боевого задания в ходе войны в Грузии. Командир корабля считается пропавшим без вести, оба штурмана погибли в самолёте, ПКК майор В. Малков раненым попал в плен, впоследствии освобождён.
- 23 марта 2021 года у стоявшего на взлетно-посадочной полосе ТУ-22М3 во время учений произошла авария: из-за катапультирования при запуске двигателей ТУ-22М3 погибли трое военных[9][10].
- 7 октября 2022 во время Вторжения России на Украину на авиабазу была осуществлена атака беспилотников, в результате которой были серьёзно повреждены два бомбардировщика Ту-22М[11].

## Военный городок
При аэродроме военный городок, приписанный к населённому пункту Шайковка. Состоит из двух частей, именуемых «Старый городок» и «Новый городок». Последний был построен в 1992 году финской строительной организацией для российских войск, выводимых из Европы после распада СССР. Новый городок включает в себя около 19 жилых пятиэтажных домов, больницу, школу, детский сад, гостиницу, столовую, дом офицеров, почту и магазины.
В военном городке базируются несколько военных частей, в том числе в/ч 33310 (бывшая в/ч 06987-А) и в/ч 26219 (Ремонтно-техническая база (РТБ)). В период с 1990 по 1998 в Шайковке базировались также истребительная авиация (МиГ-29) и транспортная авиация.
Недалеко от посёлка протекает небольшая река Ужать с глубокой поймой и оврагами. Красивая природа со смешанным лесом средней полосы России. На местности сохранились оборонительные окопы и ДЗОТы со времён Великой Отечественной войны.
Экипажи из Шайковки регулярно участвуют в воздушных парадах в Москве.